# Беллинкампи, Джордано
Джордано Беллинкампи (итал. Giordano Bellincampi; род. 16 октября 1965, Рим) — датский дирижёр итальянского происхождения.
С 1976 г. живёт в Дании. Учился в Копенгагенской консерватории как тромбонист, затем как дирижёр (под руководством Йормы Панулы). Дебютировал как дирижёр в 1994 г. с Симфоническим оркестром Оденсе. Выступал с оркестрами Испании, Швеции, Норвегии, России, Китая, Кореи. В 2000—2005 гг. главный дирижёр Симфонического оркестра Зеландии. В 2005-2013 гг. возглавлял Датскую национальную оперу в Орхусе. В 2007 г. дирижировал в Москве гала-концертом Анны Нетребко, получив единодушно неодобрительные отзывы российской прессы. С 2013 г. возглавляет Дуйсбургский филармонический оркестр.